# Andalo Valtellino
Andalo Valtellino – miejscowość i gmina we Włoszech, w regionie Lombardia, w prowincji Sondrio.
Według danych na rok 2004 gminę zamieszkiwało 548 osób, 91,3 os./km².